# رون كوبر (لاعب كرة قدم أمريكية)
رون كوبر (بالإنجليزية: Ron Cooper)‏ هو لاعب كرة قدم أمريكية أمريكي، ولد في 11 فبراير 1962 في هنتسفيل في الولايات المتحدة.